# يوئيل
يوئيل هو نبي يهودي ثانوي. لا يعرف الباحثون شيئا عن حياته ألبتة. ينسب إليه سفر يوئيل.